# プロサポート
株式会社プロサポートは、各種人材の派遣ビジネスを行う企業。
本社を名古屋に置く。

## 事業所
- 本社： 460-0008 名古屋市中区栄2-11-7 伏⾒⼤島ビル5F

## 沿革
- 1999年 - （株）ハイパープラニング（Hyper Planning, Inc.）設立
- 2020年 -　社名を株式会社プロサポートに変更。